# Mauro Finetto
Mauro Finetto nascido a 10 de maio de 1985 em Tregnago, na província de Verona, em Veneza, é um ciclista italiano, passou ao profissionalismo com a equipa CSF Group Navigare, em 2008 e posteriormente competiu duas temporadas para a equipa Liquigas. Em 2012 se requalificou amador e em 2013 voltou ao profissionalismo na equipa Vini Fantini. Para a temporada de 2016 correu com a equipa Unieuro Wilier Trevigiani.

## Palmarés
2009
- Hel van het Mergelland
- 2 etapas do Volta à Turquia

2014
- Grande Prêmio de Lugano
- Tour de Limusino, mais 1 etapa

2015
- Tour de Sibiu, mais 1 etapa

2016
- Tour da Eslováquia, mais 1 etapa

2017
- Classic Sud Ardèche

2019
- 1 etapa da Settimana Coppi e Bartali[2]

## Resultados nas grandes voltadas
| Carreira           | 2008 | 2009 | 2010 | 2011 | 2012 | 2013 | 2014 | 2015 | 2016 | 2017 | 2018 | 2019 |
| ------------------ | ---- | ---- | ---- | ---- | ---- | ---- | ---- | ---- | ---- | ---- | ---- | ---- |
| Giro d'Italia      | -    | -    | -    | -    | -    | -    | Ab.  | 57º  | -    | -    | -    | -    |
| Tour de France     | -    | -    | -    | -    | -    | -    | -    | -    | -    | -    | -    | -    |
| Volta a Espanha    | -    | -    | 79º  | -    | -    | -    | -    | -    | -    | -    | -    | -    |
| Mundial em Estrada | -    | -    | -    | -    | -    | -    | -    | -    | -    | -    | -    | -    |

-: não participa

Ab.: abandono